# Lutzia
Lutzia is een muggengeslacht uit de familie van de steekmuggen (Culicidae).

## Soorten
- L. agranensis Singh & Prakash, 2008
- L. allostigma Howard, Dyar & Knab, 1915
- L. bigoti (Bellardi, 1862)
- L. fuscana (Wiedemann, 1820)
- L. halifaxii (Theobald, 1903)
- L. shinonagai Tanaka, Mizusawa & Saugstad, 1979
- L. tigripes de Grandpre & de Charmoy, 1901
- L. vorax Edwards, 1921